# 岳麓山禹王碑
28°11′18″N 112°55′43″E / 28.18833°N 112.92861°E
岳麓山禹王碑位于中国湖南省长沙市岳麓山云麓峰，刻于南宋嘉定五年（1212年），属摩崖石刻。1983年被列为湖南省文物保护单位，2013年被列为第七批全国重点文物保护单位。
禹王碑原刻于湖南衡山岣嵝峰，故称“岣嵝碑”。相传此碑为颂扬夏禹遗迹，故又称“禹碑”、“大禹功德碑”。关于岣嵝碑的记载，最早见于东汉罗含的《湘中记》、赵晔的《吴越春秋》；其后，郦道元《水经注》、徐灵期《南岳记》、王象之《舆地记胜》均有记述。
岳麓山禹王碑在岳麓山云麓峰左侧石壁，面东而立，为南宋嘉定五年摹拓刻本。明嘉靖三十年（1551年）长沙太守张西铭兼有护碑亭，明崇祯三年（1630年）兵道石维岳重修亭台，增建石栏；清康熙年间，周召南、丁司孔重修。碑二侧增有明代刑部刘汝南“夸神禹碑歌”、清代欧阳正焕“大观”石刻；1935年周翰重修，并增刻“禹碑”额。
禹王碑高1.84米、宽1.4米，碑文9行，共77个字，每字长宽约0.16米。碑文形如蝌蚪，似篆非篆。明代杨慎曾撰禹王碑释文：“承帝日咨，翼辅佐卿。洲诸与登，鸟兽之门。参身洪流，而明发尔兴。久旅忘家，宿岳麓庭。智营形折，心罔弗辰。往求平定，华岳泰衡。宗疏事裒，劳余神。郁塞昏徙。南渎愆亨。衣制食备，万国其宁，窜舞永奔。” 

## 图片
- 碑亭
- 碑亭
- 禹碑
- 明刘汝南“夸神禹碑歌”石刻
- 清欧阳正焕“大观”石刻